# Mucajaí
Mucajaí es un municipio brasileño del estado de Roraima. Se sitúa a la orilla derecha del río Mucajaí (uno de los afluentes del río Branco).